# محمدرضا صلواتی
محمدرضا صلواتی (زاده ۱۳۲۹ گرمسار) خلبان جنگنده مک‌دانل داگلاس اف-۴ فانتوم ۲ نیروی هوایی ایران، از مجروحان و اسرای جنگ ایران و عراق بود.
وی در سال ۱۳۴۸ وارد دانشکده خلبانی شد و پس از گذراندن دوره‌های آموزشی در ۲۹ اکتبر ۱۹۷۰ میلادی (۷ آبان ۱۳۴۹) به پایگاه نیروی هوایی لاکلند برای تکمیل دوره آموزشی اعزام شد که با سید علیرضا یاسینی و عباس دوران هم دوره بود. او در روزهای آغازین جنگ ایران و عراق در ماموریت بمباران پایگاه هوایی کوت مشارکت داشت که جنگنده‌اش مورد اصابت قرار گرفت و ۱۰ سال را در اسارت زندان‌های عراق سپری کرد.

## جنگ ایران و عراق
در روز های آغازین جنگ ایران و عراق از جمله خلبانانی بود که در حمله متقابل به خاک عراق نقش مهمی ایفا کرد. او در حمله روز اول مهر ۱۳۵۹ که شامل ۱۴۰ فروند هواپیمای جنگنده بود مشارکت داشت که با اشاره به این روز گفته است: «روز عجیبی بود. هواپیماها رفته اهداف را بمباران کرده و بر می‌گشتند، از آن‌طرف هم هواپیماهای عراقی ما را بمباران می‌کردند و هواپیماهای آلرت ما جهت مقابله با هواپیماهای عراقی به پرواز در می آمدند.»

## اسارت
محمدرضا صلواتی به همراه هوشنگ شروین در روز سوم جنگ ایران و عراق، برای بمباران پایگاه هوایی کوت مامور شدند. پدافند عراق با آتش سنگین و حضور دو فروند هواپیمای میگ-۲۳ جنگنده را مورد اصابت قرار می‌دهند که صلواتی و شروین مجبور به ایجکت می‌شوند. ساکنان بومی با هجوم به محل سقوط هواپیما، وی را مورد ضرب و جرح قرار می‌دهند که پس از مدتی، عوامل ارتش عراق با حضور در محل سانحه وی را اسیر و به پایگاه کوت منتقل کردند. او ۱۰ سال در اسارت عراق بود.
مستند آخرین پرواز، روایتی است از عملیاتی که منجر به اسارت محمدرضا صلواتی شد. در این فیلم یک ساعته، وی به گوشه‌هایی از روایت‌های اسارت تا آزادی خود اشاره می‌کند.